# ابراهیم ادهم

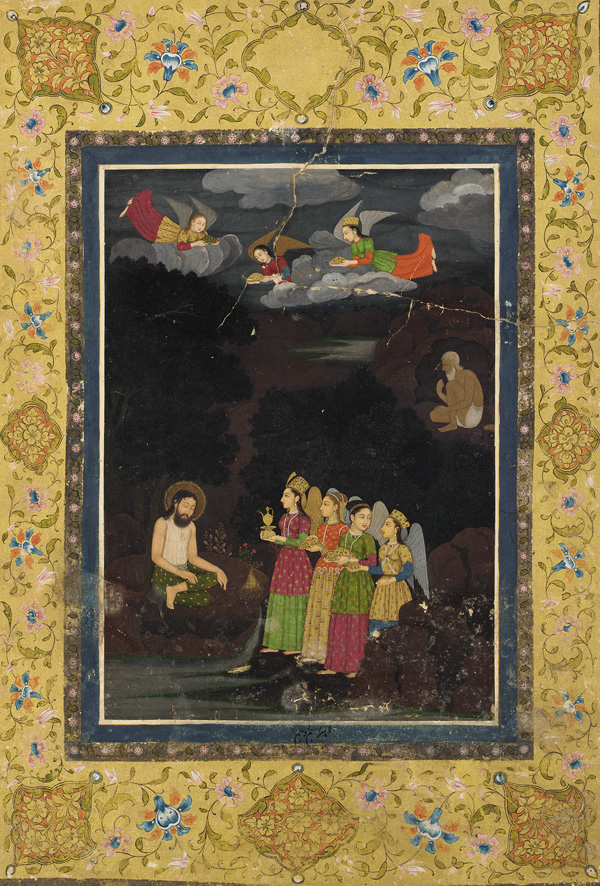
مینیاتوری از ابراهیم بن ادهم

ابواسحاق ابراهیم‌بن اَدهم‌بن سلیمان‌بن منصور البلخی العجلی، زادهٔ سال ۱۰۰ هـ. ق و درگذشتهٔ سال ۱۶۱ هـ. ق (۷۱۸–۷۷۸ م)، اهل بلخ و از صوفیان بنام است.

## فقر و سلوک
دربارهٔ علت روی آوردن ابراهیم ادهم به سلوک و فقر داستان‌های زیادی روایت شده‌است، که یکی از آن‌ها این است که می‌گویند در ابتدا ابراهیم پادشاه بلخ بود، روزی چشمش به مردی افتاد که در زیر سایه کاخ او نشسته بود و دیری نپائید که تکه نان خشکی از خورجین خود بیرون آورد و شربتی نوشید و سپس به پشت خوابید. ابراهیم از دیدن این صحنه مانند آدمی که از خواب بیدار شود از خواب غفلت بیدار شد و دست از لباس پادشاهی برداشت و راه فقر و سلوک را در پیش گرفت.
پس از این ماجرا ابراهیم ادهم از بلخ بیرون آمد و به قولی نُه سال در غار (هفت غار) دامنه بینالود نیشابور سکونت می‌گزیند و ناشناس زندگی می‌کند و بعد از اینکه شناخته می‌شود از نیشابور به‌طرف مکه و مدینه و به نزد امام پنجم شیعیان محمد باقر (ع)می‌رسد و در مکه می‌میرد.در داستانی کوتاه از عطار نیشابوری در کتاب تذکرة الأولیاء گفته شده که ابراهیم ادهم پادشاه بلخ بوده و سلطنتی باشکوه داشته به طوری که وقتی می خواست از جایی بگذرد چهل گرز از جلو و چهل گرز زرین از پشت سر او می بردند میگویند شبی برتخت سلطنت خوابیده بود که نیمه های شب با صدای لرزان سقف قصر از خواب بیدار شد گویی کسی بربام قصر راه می رفت ابراهیم فریاد زد کیستی 
کسی گفت( اشنایم شتر گم کرده ام ) ابراهیم گفت ( ای نادان بر پشت بام به دنبال شتر می گردی شتر کجا و بام قصر ما کجا )
ان مرد گفت ( ای غافل تو خدا را برتخت زرین و در جامه اطلس می جویی یافتن شتر بربام عجیب تر از ان است )
ابراهیم از شنیدن این حرف به لرزه افتاد و اتشی در دلش شعله ور شد و تخت پادشاهی را رها کرد و به جستجوی حقیقت رفت

## بررسی احوال و اقوال
وی از طلایه‌داران تصوف به‌شمار می‌رود و مقارنه‌هایی بین احوال وی و بودا می‌توان یافت. تبار وی بیشتر در برزخ تاریخ و افسانه است و زندگی وی دارای دو بخش مهم است: بیداری و زهدورزی. قوت حلال و فقر و فتوت پایه‌های زندگی و احوال وی را تشکیل می‌دهد. داستان بیداری وی در آثار و تذکره‌های مهم عرفانی نقل شده‌است.

## پژوهش در احوال و اقوال وی
دربارهٔ احوال و اقوال وی پژوهشی به نام ابراهیم ادهم - از پادشاهی تا … - به قلم حسن نصیری جامی از سوی انتشارات مولی (سال۱۳۹۰) نشر یافته‌است. این کتاب شامل بیست گفتار و گزیده‌ای از اقوال ابراهیم ادهم است و در دو پیوست آن به داستان ادهم پینه‌دوز و ابراهیم ادهم‌های دیگر در ادب و عرفان ایران اشاره شده‌است. عنوان‌ها بخشی از فصل‌ها و مباحث این پژوهش (کتاب) در زیر آمده‌است:
- قرن دوم، طلیعهٔ تصوّف
- بلخ، مهد تاریخ و تصوّفِ خراسان
- تعالیم بودایی و تصوّف
- ابراهیم ادهم
- بودا (اقتباس و همانندی‌های داستانی)
- تبار، در برزخ تاریخ و افسانه
- بیداری در چهارده روایت
- گریز از خراسان
- یاران ابراهیم ادهم
- صمیمانه با خدا
- گریز از مردم (مردم‌گریزی)
- زن در نگاه و زندگی او
- فرزند؛ یکی داستان است پُر آبِ چشم!
- نانِ حلال
- فتوّت و جوانمردی
- دولت فقر و …
- ذکر حدیث
- پایانِ عمر
- سلسله و طریقت
- او گفت: … (گزیده‌ای از اقوال)

سطوح آگاهی
ابراهیم ادهم، در اول حال، امیر بلخ بود. چون حق تعالی را ارادت آن بود که پادشاه جهانی گردد، روزی به صید بیرون شده بود و از لشکر خود جدا مانده. از پس آهویی بتاخت. خدای عزوجل، به کمال الطاف و اکرام خود آن آهو را با وی به سخن آورد تا به زبان فصیح گفت: از برای این کارت آفریده‌اند یا بدین کار فرموده‌اندت؟ وی را این سخن دلیل گشت. توبه کرد و طریق زهد و ورع بر دست گرفت. به خاطر همین استدلال جد و جهد انسان‌ها به مرور زمان تغییر می‌کند و اساساً فلسفهٔ خلقت تقویت و ارتقاء آگاهی است.